# Romuald Wilusz
Romuald Wilusz (ur. 30 stycznia 1840 w Sobniowie, zm. 15 luty 1922 w Drohobyczu)  – powstaniec styczniowy, sybirak, autor wspomnień z powstania i z zesłania.

## Życiorys
Studiował medycynę na Uniwersytecie Jagiellońskim. Po wybuchu powstania styczniowego przystąpił do partii Apolinarego Kurowskiego i walczył w bitwie pod Miechowem. Po bitwie powrócił do Krakowa, gdzie został aresztowany i więziony przez władze austriackie. Po zwolnieniu przystąpił do partii Anastazego Mossakowskiego. Po wyprawie został ponownie pojmany przez żołnierzy austriackich i był więziony przez kilka miesięcy. Po uwolnieniu wstąpił do oddziału Dionizego Czachowskiego gdzie otrzymał awans na podoficera. Walczył w bitwie pod Rybnicą, a potem w bitwie pod Jurkowicam, gdzie został wzięty do niewoli przez Rosjan. Został skazany na pobyt  w syberyjskich rotach aresztanckich. Przebywał w Permie, Symbirsku, Tule. Staraniem księdza Ludwika Ruczki został reklamowany z obycia dalszej kary jako poddany austriacki. Powrócił do kraju w 1866 r.. Pracował później jako urzędnik pocztowy. 
Jest autorem wspomnień: „Wspomnienia z powstania r. 1863 i z niewoli”
W dniu 18 grudnia 1919 r. uchwalono ustawę o przyznaniu stopni i praw oficerskich weteranom z lat 1831, 1848 i 1863 (Dz.U. 1920 nr 2, poz. 5). Żyjący weterani powstania styczniowego zostali awansowani do stopnia podporucznika weterana.
Polegli i zmarli powstańcy 1863 roku zostali odznaczeni przez prezydenta RP Ignacego Mościckiego 21 stycznia 1933 roku Krzyżem Niepodległości z Mieczami.
Zachowana fotografia Romualda Wilusza przedstawia jedną z broni używanych w powstaniu styczniowym, a mianowicie karabin Lorenz M1854.